# 443

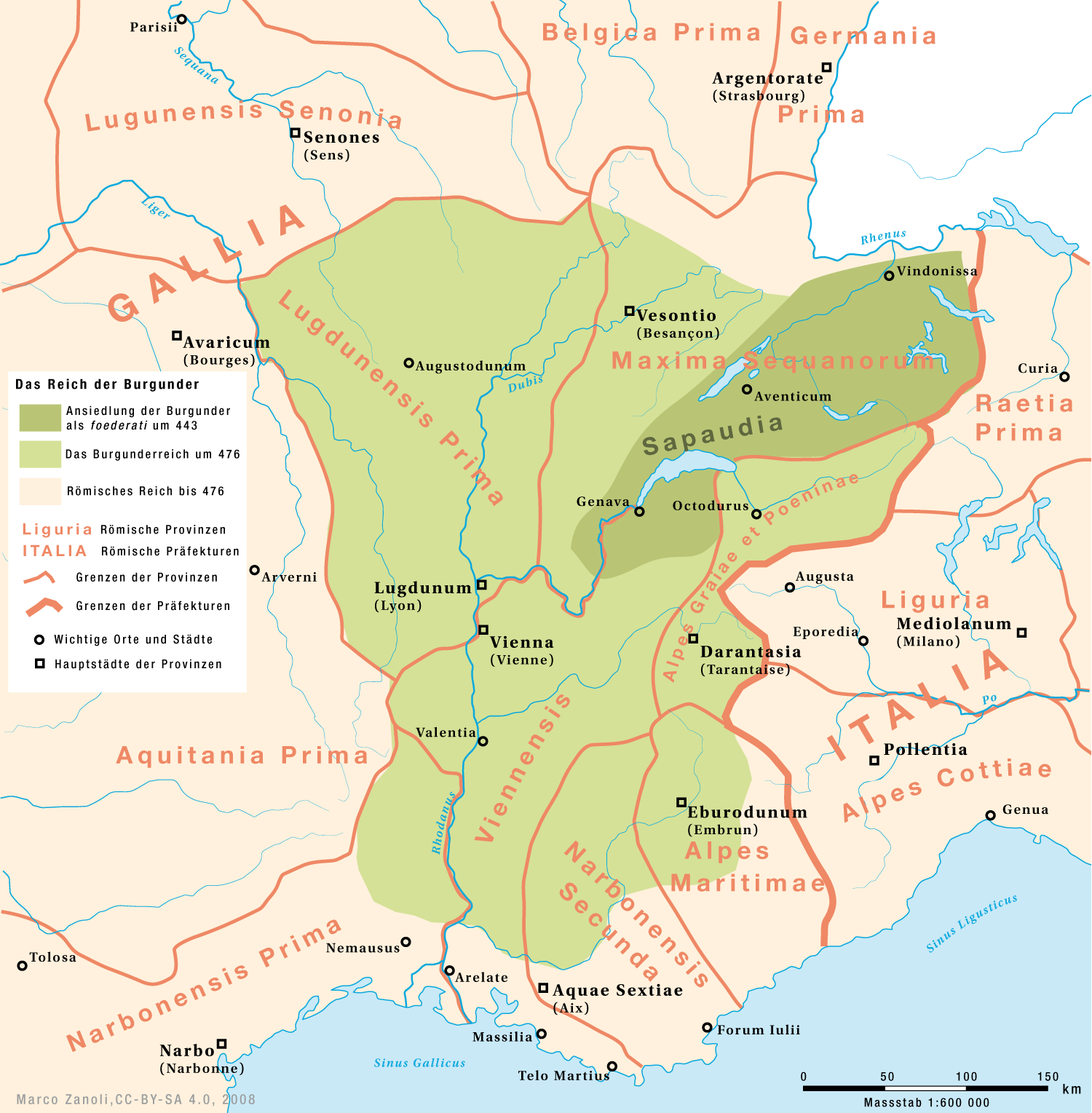
Bourgondische Koninkrijk (443-476)

Het jaar 443 is het 43e jaar in de 5e eeuw volgens de christelijke jaartelling.

## Gebeurtenissen

### Europa
- De Bourgondiërs sluiten een vredesverdrag met Rome, zij krijgen van Flavius Aëtius (magister militum) toestemming zich te vestigen in het gebied rond Genève (Maxima Sequanorum) en stichten het tweede Bourgondische Koninkrijk.

### Italië
- 12 september - De Senaat weigert de jaarlijkse schatting aan de Hunnen te betalen. Ter voorbereiding van een onvermijdelijke oorlog wordt er een wet uitgevaardigd die aan iedere dux (gouverneur) extra taken toebedeelt. Het Romeinse leger wordt gemobiliseerd en de rijksgrens versterkt met fortificaties.

### Oekraïne
- Attila de Hun brengt opnieuw de Romeinen een nederlaag toe, ditmaal in de Chersonesus (Krim).[1]

## Religie
- Cyrillus I, patriarch van Alexandrië, bereikt een compromis met de Nestoriaanse Kerk of de Kerk van het Oosten over de geloofsopvattingen van het christendom.
- De Lankavatara-soetra wordt voor het eerst in het Chinees vertaald.[2]

## Geboren
- Godegisel, koning van Bourgondië (overleden 501)

## Overleden
- Zong Bing, Chinese daoïst en auteur van "Introductie tot het schilderen van landschappen" (waarschijnlijke datum)